# Ифигения в Авлиде (опера)
«Ифиге́ния в Авли́де» (фр. Iphigénie en Aulide) — трагическая опера в 3 действиях Кристофа Виллибальда Глюка, написанная в 1772 году на либретто Франсуа дю Рулле.
Первая некомическая опера Глюка, сочинённая на французское либретто, специально для Парижа, основанная на античном мифологическом сюжете, «Ифигения в Авлиде» принадлежит к числу реформаторских опер композитора. Премьера, состоявшаяся в Королевской академии музыки 19 апреля 1774 года, вызвала острую дискуссию между поклонниками итальянской оперы и сторонниками обновления национальных традиций. Австриец Глюк после премьеры «Ифигении» стал знаменем «французской партии».
Опера пользовалась большой популярностью во Франции и в Германии, в эпоху романтизма была почти забыта, но, как и другие реформаторские оперы Глюка, вернулась на сцену во второй половине XX века.

## История создания
Получив в 1772 году приглашение в Париж, Глюк оказался вынужден расстаться со своим многолетним соратником Раньери де Кальцабиджи. В 50—60-е годы он написал ряд сочинений на французские либретто — Ш.-С. Фавара, М.-Ж Седена, П. Р. Лемонье и других, — но всё это были комические оперы. Либретто для нового сочинения, которое задумывалось как музыкальная трагедия, писал Франсуа ле Блан дю Рулле, который и обратил внимание парижской публики на реформаторские оперы Глюка, ходатайствовал перед французским двором о приглашении «великого человека» — в то время, когда о всеобщем признании Глюк мог ещё только мечтать.
Аристократ дю Рулле (1714—1786), в то время французский атташе в Вене, не был успешным литератором: комедия в стихах, написанная им в 1752 году, на сцене провалилась; обессмертило его сотрудничество с Глюком. Благодаря, с одной стороны, дю Рулле, с другой — Марии Антуанетте, которой он в Вене давал уроки музыки, Глюк заключил контракт на 6 опер, и первой из них стала «Ифигения в Авлиде».
Считалось, что провидец Д. Дидро ещё в 1757 году предсказал появление обновлённой французской оперы именно на этот сюжет; в действительности Дидро, взывавший к неведомому гению, и подсказал дю Рулле выбор сюжета. В своих реформаторских операх композитор оставался верен общей для оперы-сериа и для французского классицизма традиции обращения к сюжетам из древнегреческой мифологии: либретто дю Рулле было основано на трагедии Жана Расина «Ифигения», написанной в 1674 году; сам же сюжет, связанный с событиями Троянской войны, был разработан ещё в V веке до н. э. афинскими драматургами, в частности Еврипидом, и в дальнейшем к нему обращались многие драматурги Нового времени. Глюк в этом сюжете нашёл идею самопожертвования, которая вдохновляла его и в работе над первыми реформаторскими операми — «Орфеем» и «Альцестой».
Финал античного сюжета дважды подвергся переработке: в оригинале Ифигению приносят в жертву, но Диана незаметно подменяет её на жертвенном алтаре ланью и переносит в Тавриду, где дочь Агамемнона становится жрицей; у Расина жрец Калхас успокаивает разгневанного Ахилла, сообщая, что в жертву будет принесена не Ифигения, а готовая покончить с собой — из-за безответной любви к Ахиллу — дочь Елены Эрифила, которую на алтаре заменят ланью. Дю Рулле вернулся к Еврипиду, опустив линию Эрифилы; но и чудо с ланью выглядело бы неубедительно для французов века Просвещения; в его либретто Диана сама отказывается от жертвы. Впрочем, дю Рулле изменение развязки сюжета объяснял желанием обойтись без машинерии и, соответственно, сократить расходы: чудеса в театре XVIII века стоили недёшево.
В отличие и от Еврепида, и от Расина, дю Рулле, вдохновляемый венскими операми Глюка, построил сюжет таким образом, что богиня появляется на сцене как торжество высшей справедливости; сменить гнев на милость её побуждают, помимо самоотверженности Ифигении, благочестие Агамемнона, отчаяние Клитемнестры, верность и бесстрашие Ахилла.

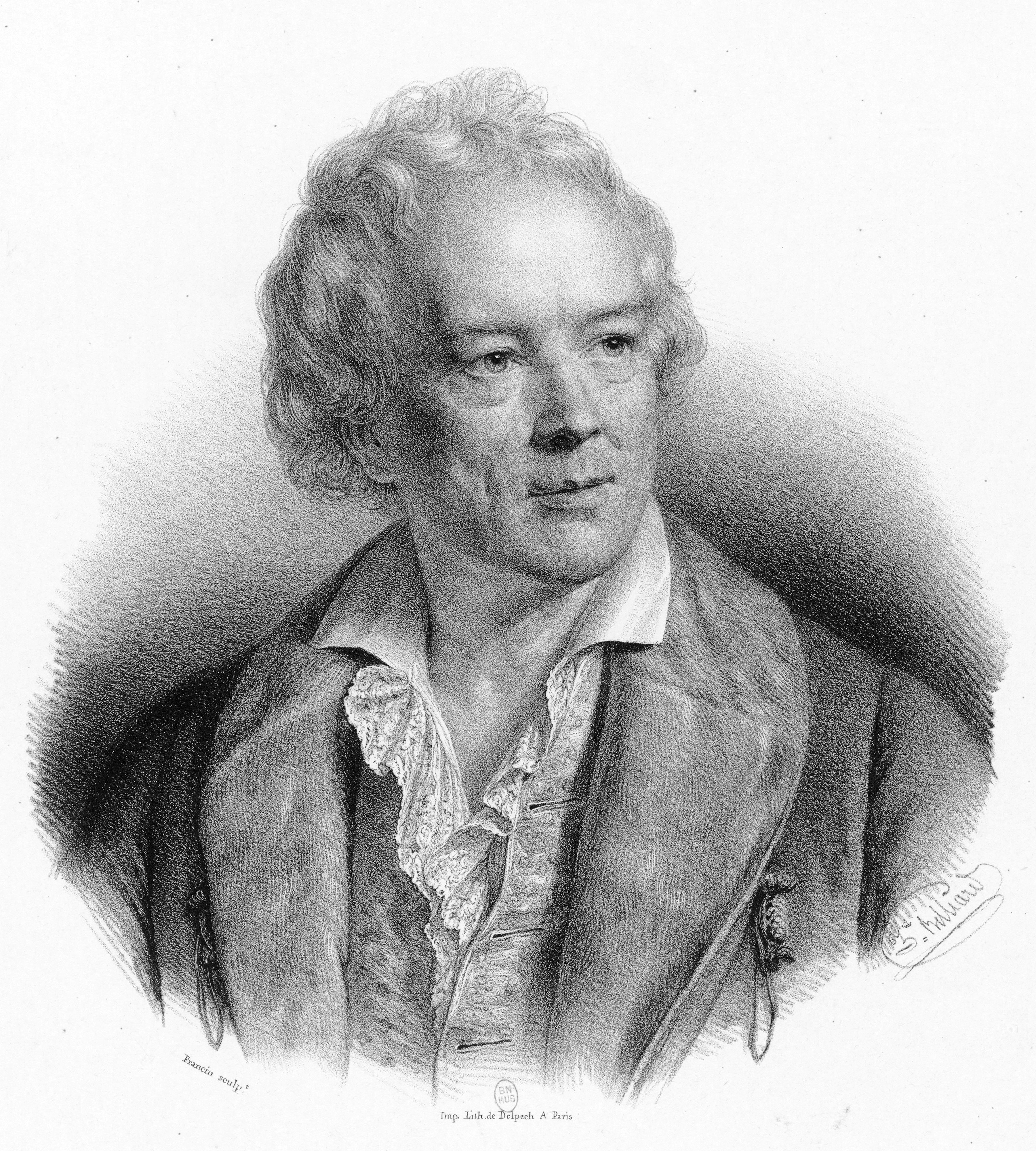
Зефирен Бельяр. Портрет К. В. Глюка (1840)

Сюжет, избранный для парижского дебюта Глюка, оказался, как пишет Лариса Кириллина, «одновременно и античным, и классицистским, и опиравшимся на французскую театральную традицию, и содержащим внутри себя смысловое ядро, крайне важное для христианской культуры». При этом основаная проблема сюжета осталась «типично глюковской: встреча лицом к лицу человека и его рока».
Работу над «Ифигенией в Авлиде» композитор закончил в Вене в 1772 году; в 1773-м он прибыл в Париж, чтобы лично руководить репетициями, и был поражён низким исполнительским уровнем как певцов, так и музыкантов Королевской академии музыки; репетиции поэтому продолжались необычно долго — 6 месяцев. При этом Академия сэкономила не только на машинах, но и на костюмах: во Франции в то время античные сюжеты ещё разыгрывали в современных модных нарядах.
На популярную в эпоху классицизма тему «Ифигении в Авлиде» были написаны несколько десятков опер, в том числе немало успешных, к этому сюжету обращались такие композиторы, как Доменико Скарлатти, Никколо Йоммелли, Томмазо Траэтта, Джузеппе Сарти, позже Висенте Мартин-и-Солер и Луиджи Керубини; но все эти оперы, пишет А. Гозенпуд, были вытеснены из памяти меломанов шедевром Глюка.

## Действующие лица
- Агамемнон, царь Микен, предводитель греческого войска — бас
- Клитемнестра, его жена — сопрано
- Ифигения, их дочь — сопрано
- Ахилл, жених Ифигении — тенор
- Патрокл, его друг — бас
- Калхас, верховный жрец Дианы — бас
- Аркас, телохранитель Агамемнона — бас
- Диана — сопрано

Воины, жрецы, народ, фессалийский отряд Ахилла, свита Ифигении, рабыни

## Сюжет

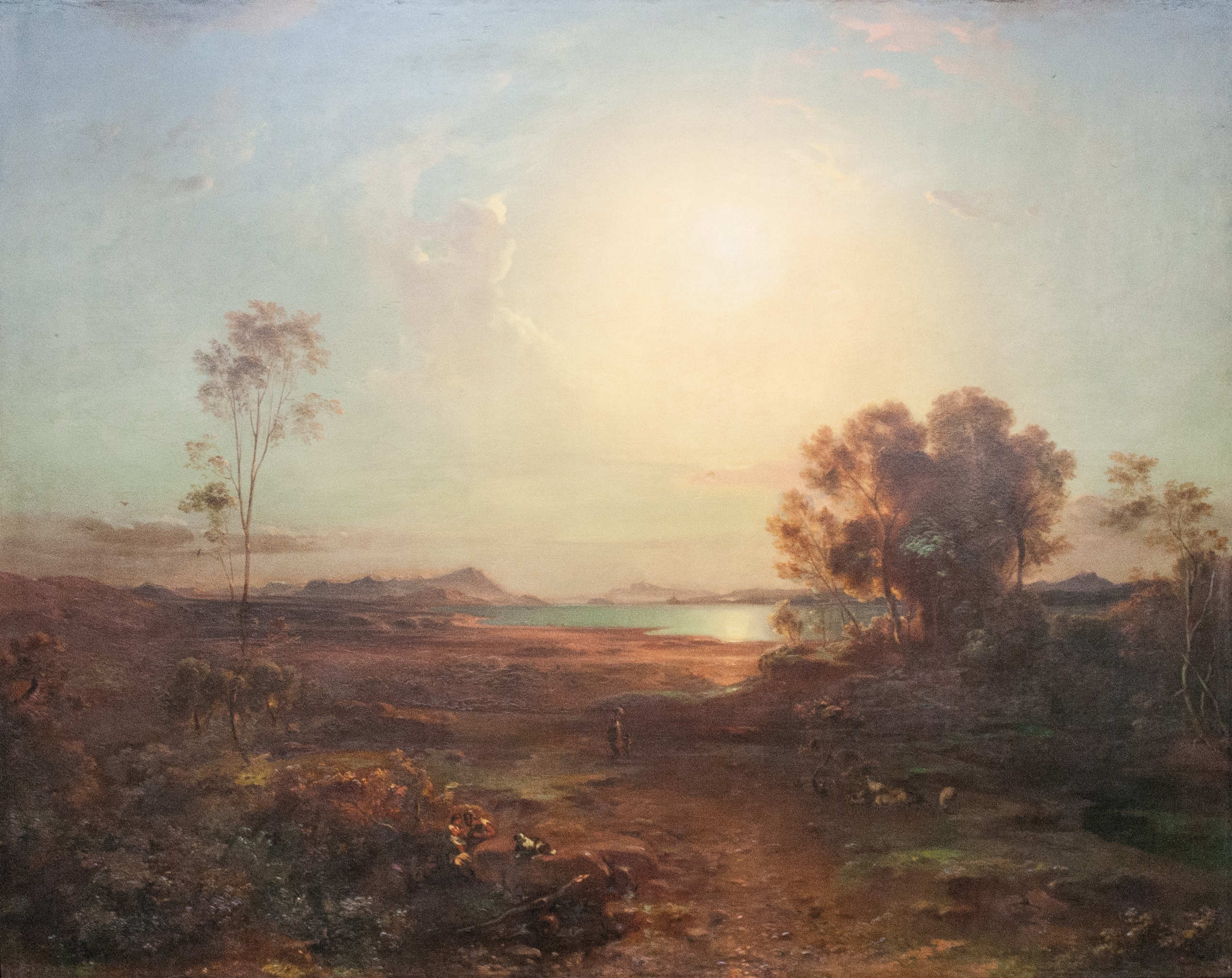
Карл Ротман. Пейзаж Авлиды (1847)

Действие происходит накануне Троянской войны в Беотии, в лагере греков, расположившемся в гавани Авлиды. Оскорблённая Агамемноном Диана не позволяет грекам выйти из гавани и соглашается вернуть им свою благосклонность, если Агамемнон принесёт ей в жертву свою дочь Ифигению. Жалея дочь, Агамемнон запрещает Клитемнестре с Ифигенией приезжать в Авлиду, но жена и дочь приезжают — на готовящееся бракосочетание Ифигении с Ахиллом.
Агамемнон, пытаясь спасти дочь, клевещет на Ахилла, будто бы изменившего невесте и готового жениться на другой. Клитемнестра призывает Ифигению немедленно покинуть Авлиду, но Ахилл опровергает нехитрую ложь царя. Во время свадебного пира жених и невеста узнают от Аркаса о готовящемся жертвоприношении. Ахилл не понимает, почему за грехи отца должна расплачиваться дочь; вместе с Агамемноном он пытается спасти Ифигению, отправив её домой в Микены. Но греческие воины требуют жертвы. Клитемнестра призывает Юпитера поразить убийц её дочери молнией и рассеять корабли греков; сама же Ифигения готова пожертвовать собой ради блага соотечественников.
На берегу моря готовится жертвоприношение; Ахилл с отрядом фессалийцев пытается отбить Ифигению. Но с облаков спускается Диана; она благословляет любовь Ифигении и Ахилла и прощает греков. Свадебный пир благополучно завершается, греки отправляются на корабли — в поход за славой.
Глюк заготовил два варианта развязки: в первом на облаке появлялась сама Диана, во втором её волю сообщал жрец Калхас, что было более реалистично в эпоху Просвещения, но для театра Глюка менее органично.

## Музыка
В «Ифигении в Авлиде» воплотились все реформаторские идеи Глюка: прежде всего, подчинение музыки драме, декламационный склад мелодики, чуждый виртуозного начала, которое в опере-сариа стало самодовлеющим; причём характер декламации — сугубо французский. Многочисленные массовые сцены, хоровые и обязательные для французской оперы балетные, здесь образуют целые сюиты, но доминируют всё-таки сольные эпизоды с развёрнутыми ариозными формами; оркестровая партитура разработана широко, с использованием солирующих инструментов.
Ключевой в драматургии оперы — и это нашло своё отражение в музыке — стала не традиционная классицистская коллизия чувства и долга, а борьба противоречивых эмоций. Как отмечает Л. Кириллина, ни в одной из прежних опер Глюка персонажи не обладали «столь явно выраженной психологической многомерностью».
«Встреча с роком», в данном случае Агамемнона, происходит уже в первой части увертюры, которая в опере-сериа была самостоятельной, легко заменяемой пьесой; Глюк впервые использовал в увертюре тематизм оперы: её открывает тема первого речитатива царя — жалобы на жестокость Дианы, требующей ужасной жертвы, — и после чередования печальных и светлых тем увертюра переходит в речитатив и арию Агамемнона. Вопреки обычаю, пишет Л. Кириллина, композитор открывает оперу не неким тезисом, а вопросом, как если бы «Гамлет» начинался монологом «Быть или не быть?», что в классицистской трагедии было немыслимо. Но и Анамемнон у Глюка не похож на традиционного оперного царя, с обязательными атрибутами величия, это «человек, раздавленный роком»; его смятение передаётся в арии перепадами настроения и эмоциональными взрывами.
Верховный жрец Калхас сочувствует Агамемнону, но противостоять им приходится не богине, а греческим воинам — их динамичные хоры, созвучные немецкой ораториальной традиции, врываются в размышления царя и жреца настойчивым требованием жертвоприношения. Глюк намеренно при каждом повторении хора использует один и тот же музыкальный материал: «они могут произносить только одни и те же слова с одним акцентом». Одной из лучших в опере оказалась пятая сцена — приезд Клитемнестры и Ифигении: народ приветствует их, ни о чем не подозревая, но поверх хора, написанного в жанре менуэта, звучит драматичный диалог Агамемнона и Калхаса.
Если первый акт, по словам Л. Кириллиной, развивается «от состояния трагической обреченности к светлому ощущению надежды», то во втором развитие происходит в противоположном направлении: от радостных приготовлений к свадебному пиру к горестному монологу Агамемнона, не сумевшего спасти дочь. Ещё античные драматурги заметили, что трагедия героя потрясает сильнее, если сначала показать его на вершине счастья, и композитор не жалеет красок для создания предпраздничной атмосферы.
В третьем акте, в приготовлениях к жертвоприношению, фоновым рефреном звучит хор греков, требующих исполнения воли богов. Если для характеристики Агамемнона Глюк на протяжении всей оперы выбирал нестандартные формы, полные контрастов, то Ифигения в его музыке предстаёт гармоничной, сдержанной, не склонной давать волю эмоциям; такой она остаётся и в III акте, её арии выдержаны в стиле благородного менуэта. С этим гармоничным образом контрастируют и хоры безжалостных греков, и гневная ария Ахилла, готового расправиться с Калхасом и Агамемноном, и ария Клитемнестры, призывающей Юпитера поразить молнией греков.
Жертвоприношение совершается за кулисами, откуда доносится хоровая молитва; сцена построена на новом для театра XVIII века
и очень эффектном контрасте: на фоне торжественно-бесстрастного хорала звучит речитатив обезумевшей от горя матери. После менуэтов, тамбуринов и чакон, сопровождающих в опере счастливую развязку, неожиданно звучит финальных хор греков («Вперед, к победе!»), в котором Глюк попытался, насколько это было возможно, воссоздать пеан — древнегреческое военное песнопение.

## Сценическая судьба

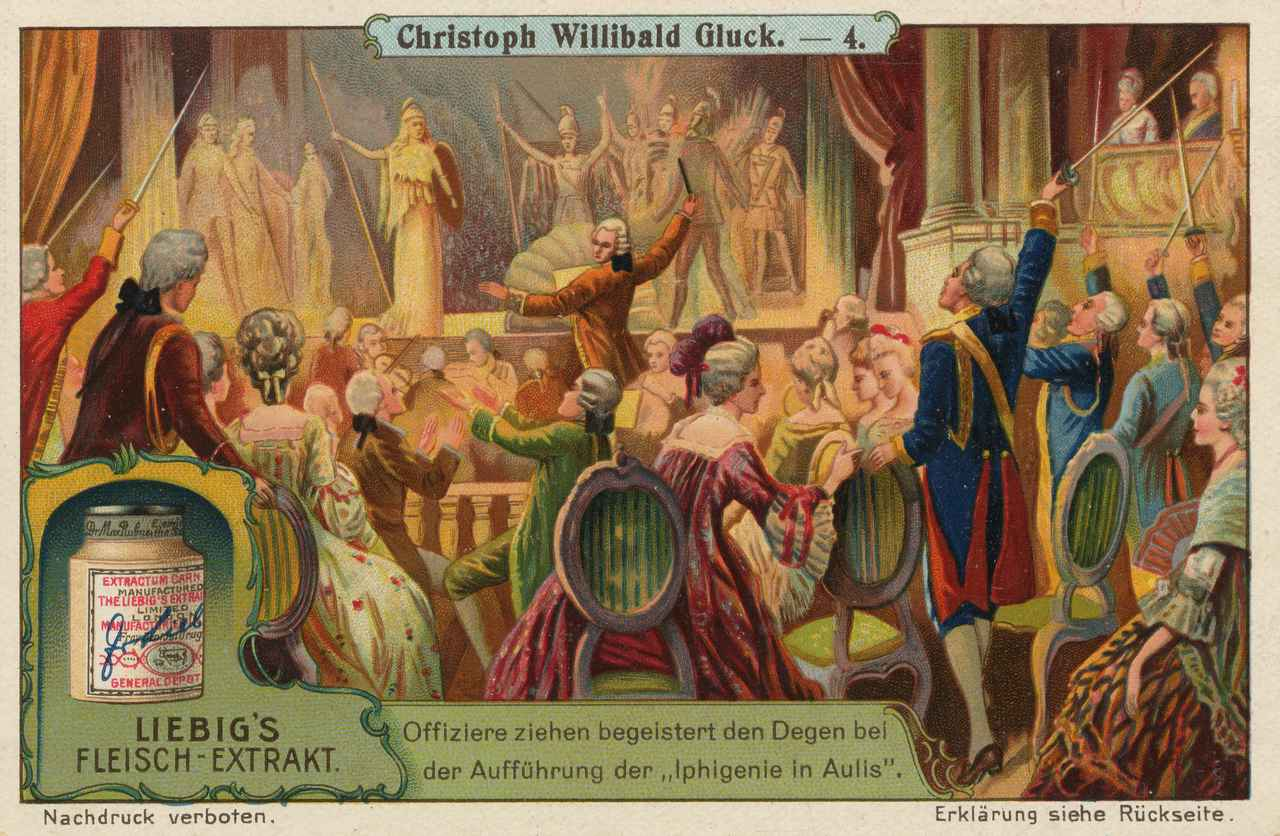
Офицеры обнажают шпаги на представлении «Ифигении в Авлиде»

Премьера «Ифигения в Авлиде» состоялась в то время, когда в Париже шли жаркие дискуссии между поклонниками итальянской оперы и сторонниками национальных традиций, которые, как признавали многие, требовали обновления, но не в итальянском стиле. Третий акт той борьбы, которая ещё в 50-е годы разгорелась между «буффонистами» и «антибуффонистами», вошёл в историю музыки как борьба между «глюкистами» и «пиччинистами», поскольку в 1776 году, по приглашению противников Глюка, итальянскую труппу в Париже возглавил популярный в те годы Никколо Пиччинни. Но это случилось уже после того, как австриец Глюк стал знаменем «французской партии». Обстановка в Париже и в 1773 году был такова, что «Ифигения в Авлиде» не могла не вызвать принципиальные споры, отражавшие идеологическую борьбу в предреволюционной Франции.
Сам контракт, по которому Глюк обязывался написать шесть опер, Лариса Кириллина расценивает как своеобразную провокацию: дирекция Оперы аргументировала заказ тем, что обещанный выдающийся успех «Ифигении в Авлиде» может пагубно сказаться на других спектаклях, эти предполагаемые потери Глюк и обязан возместить. Возможно, по расчётам дирекции, композитор должен был отказаться от столь рискованного предприятия, но он принял вызов.

### Премьера
Глюк столкнулся с проблемами, которых не ожидал: дирекцию Оперы интересовали не столько вокальные, сколько внешние данные артистов; пели они фальшиво и безвкусно; хор был статичен и не помышлял ни о каком-действии. Глюку пришлось многое изменить в представлениях французских певцов, и после 6 месяцев утомительной работы премьера оперы наконец состоялась — 19 апреля 1774 года.
Кульминацией свадебных торжеств во II акте стало выдержанное в героическом стиле соло Ахилла с хором фессалийцев «Воспойте, восславьте вашу царицу!». Жозеф Легро, выступавший в партии Ахилла, исполнял эту арию, обратившись к королевской ложе, к Марии-Антуаннетте, и восторженная публика заставила его биссировать номер; офицеров эта ария заставила вскочить с мест и обнажить шпаги. (В 1890 году эта ария уже вызвала столкновение между роялистами и их оппонентами, а после казни королевы в 1793 году из всего текста оперы слова «царь», «царица», «трон» были вычеркнуты и восстановлены уже после 1800 года.).
Опера имела успех у «французской партии» во главн с Вольтером и Дидро; поклонники итальянской музыки её не приняли: «К нам прибыл, — писал Жан-Франсуа Лагарп, — предшествуемый своей славой, чешский жонглёр… Он заставил Ахиллеса и Агамемнона мычать, Клитемнестру рычать, неутомимый оркестр хрипеть на все лады. …Великий шум был сочтён признаком искусства великого человека».

### Дальнейшая судьба

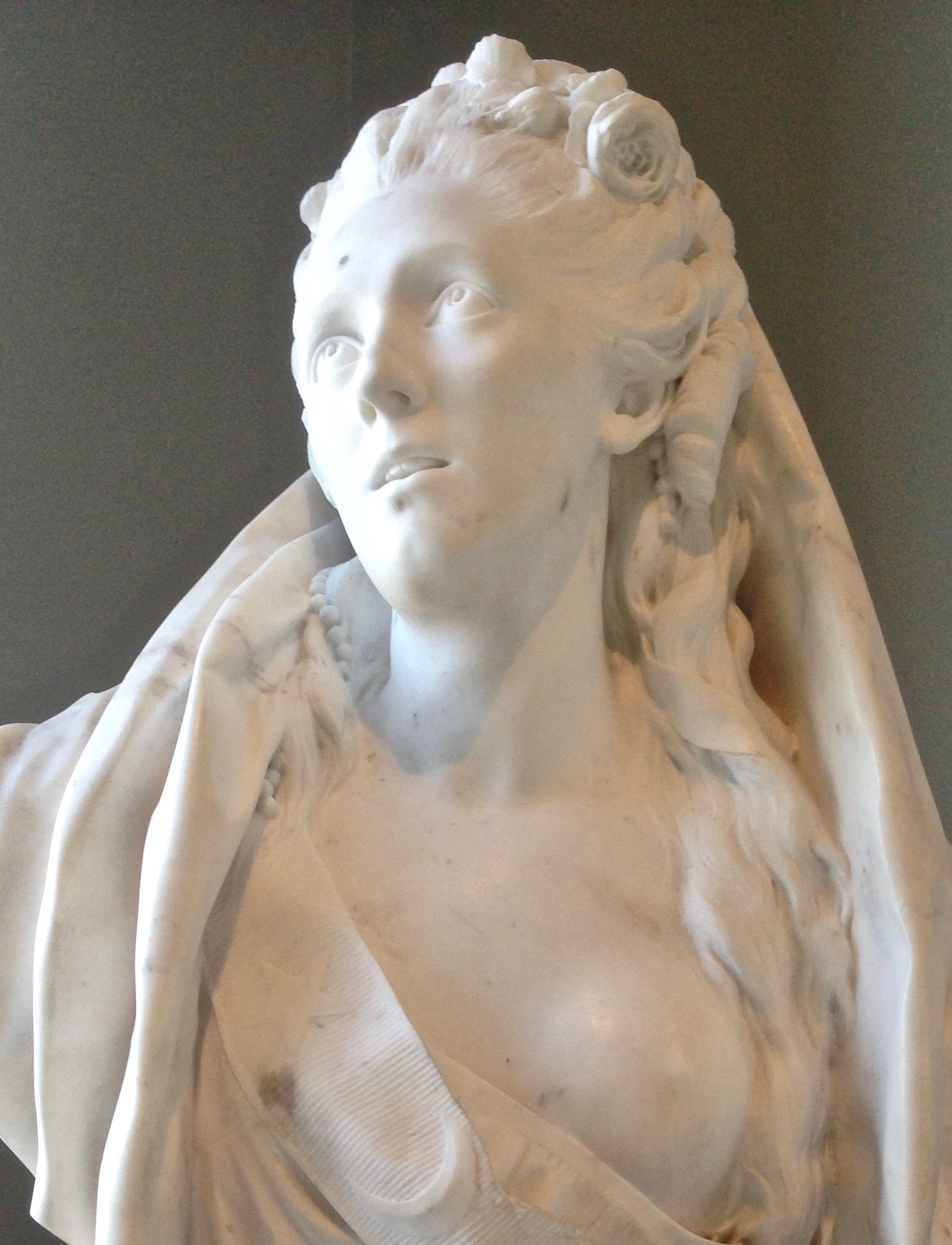
Ж.-А. Гудон. Софи Арну — Ифигения. Мрамор (1775)

В 1775 году постановка была возобновлена, и опера шла в Париже вплоть до 1824 года. В 1778 году «Ифигения в Авлиде» была поставлена в Стокгольме, а затем в нескольких городах Германии; только в 1808 году состоялась наконец премьера в Вене, годом позже — в Берлине.
Финальный хор оперы («Спешим, летим к победе славной!»), так резко отличавшийся от придворных мелодий, приобрёл широкую популярность: в годы Великой французской революции его пели на улицах как революционную песню наряду с «Марсельезой». «Удачную находку» из III акта — отчаяние Клитемнестры на фоне бесстрастного хорала — в дальнейшем использовали многие композиторы: помимо сознательного последователя Глюка Л. Керубини, и Дж. Мейербер, и Дж. Верди в финале «Аиды». Не обошли её своим вниманием и русские композиторы: М. Мусоргский в сцене смерти Бориса Годунова и Н. Римский-Корсаков в III акте «Китежа».
Между тем в век романтизма Глюка почитали главным образом как реформатора, как одного из предтеч романтизма, отдельные номера из его опер обрели самостоятельную жизнь на концертной эстраде, но оперы его ставились редко. В 1846 году Рихард Вагнер создал новую редакцию «Ифигении в Авлиде»: он улучшил немецкий перевод либретто, изменил оркестровку и добавил в III акт несколько речитативов собственного сочинения. В этой редакции опера была поставлена в Дрездене и в дальнейшем в разные годы ставилась во многих городах Германии, в Вене, Праге и других столицах; в 1935 году была поставлена в Филадельфии.
Незаметно оперы Глюка перешли в разряд «старинных» и в середине XX века вернулись на сцену на волне возросшего интереса к старинной музыке. В 1962 году «Ифигения в Авлиде» под управлением Карла Бёма была представлена на Зальцбургском фестивале и впервые записана. Известны аудио- и видеозаписи Д. Э. Гардинера и М. Минковски. В 1983 году «Ифигения в Авлиде» впервые была поставлена в Большом театре — дирижёром Марком Эрмлером.